# Pentti Lammio
Pentti Johannes Lammio (24. října 1919 Tampere – 25. července 1999 Lempäälä) byl finský rychlobruslař.
Prvního mistrovství Evropy se zúčastnil v roce 1939 (15. místo), tentýž rok startoval také na světovém šampionátu (24. místo). Během druhé světové války závodil na finských mistrovstvích, další mezinárodní starty absolvoval na Zimních olympijských hrách 1948, kde v závodě na 10 000 m získal bronzovou medaili. Kromě toho byl osmý na poloviční trati a na patnáctistovce se umístil na 21. místě. Několik týdnů poté startoval na Mistrovství světa (12. místo). Dalšího úspěchu dosáhl na zimní olympiádě 1952. Bronz z desetikilometrové distance sice neobhájil, skončil však těsně pod stupni vítězů čtvrtý, v závodě na 5000 m byl sedmý. Poslední starty absolvoval v roce 1953.